# Peguyangan
Peguyangan is een bestuurslaag in het regentschap Denpasar van de provincie Bali, Indonesië. Peguyangan telt 15.191 inwoners (volkstelling 2010).